# جريتا سكارانو
جريتا سكارانو هي ممثلة إيطالية ولدت في 27 أغسطس 1986.